# Okręg wyborczy East Kent
Okręg wyborczy East Kent powstał w 1832 r. i wysyłał do brytyjskiej Izby Gmin dwóch deputowanych. Okręg obejmował wschodnią część hrabstwa Kent. Został zlikwidowany w 1885 r.

## Deputowani do brytyjskiej Izby Gmin z okręgu East Kent
- 1832–1852: John Pemberton Plumptre, wigowie
- 1832–1845: Edward Knatchbull, Partia Konserwatywna
- 1845–1857: William Deedes, Partia Konserwatywna
- 1852–1852: Brook Bridges, Partia Konserwatywna
- 1852–1857: Edward Cholmeley Dering, wigowie
- 1857–1868: Brook Bridges, Partia Konserwatywna
- 1857–1863: William Deedes, Partia Konserwatywna
- 1863–1868: Edward Cholmeley Dering, Partia Liberalna
- 1868–1885: Edward Leigh Pemberton, Partia Konserwatywna
- 1868–1875: George Milles, Partia Liberalna
- 1875–1876: Wyndham Knatchbull, Partia Konserwatywna
- 1876–1880: William Deedes, Partia Konserwatywna
- 1880–1885: Aretas Akers-Douglas, Partia Konserwatywna